# Monumento a Goya

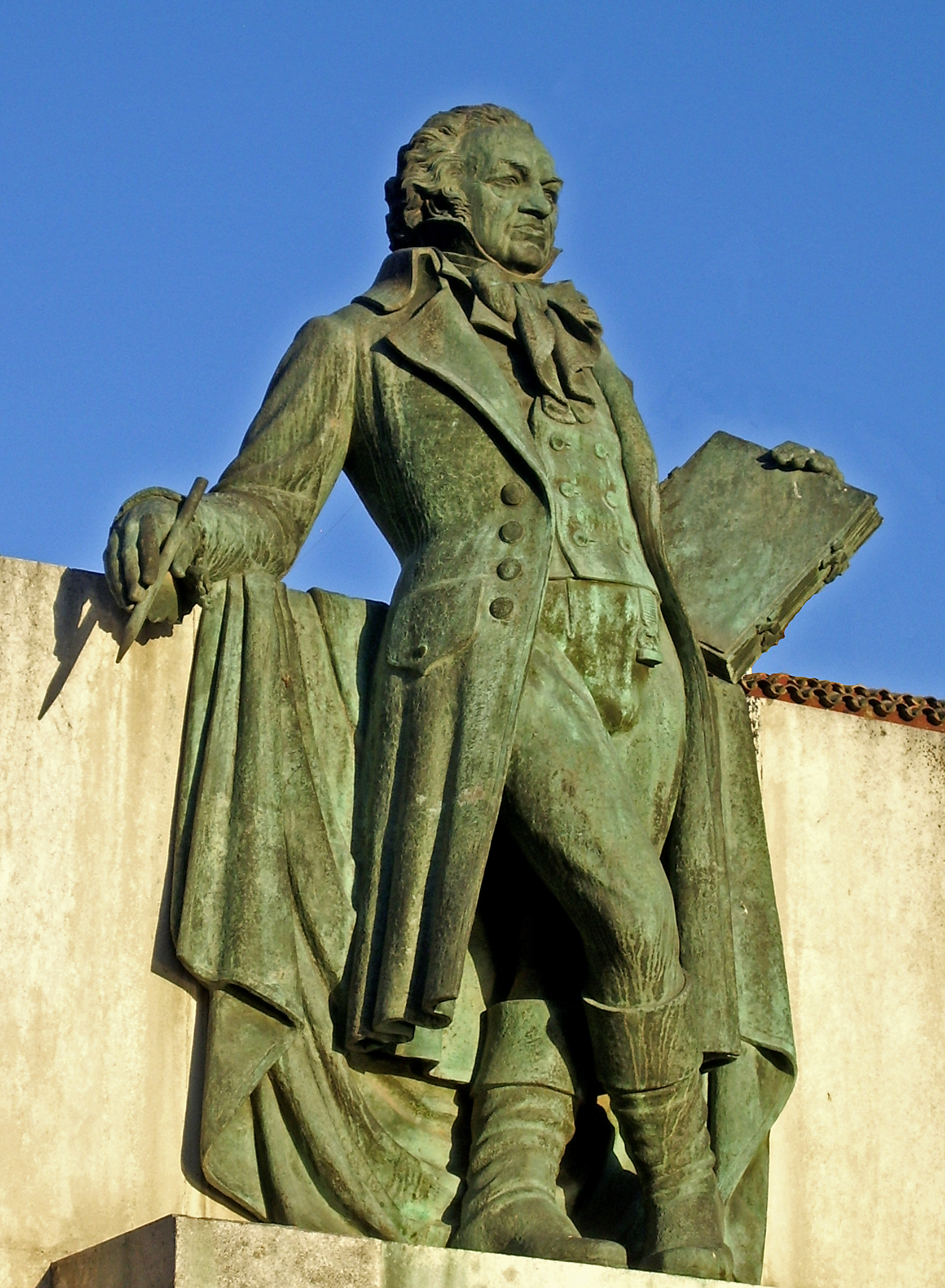
Estatua de Goya, de Federico Marés.

El monumento a Francisco de Goya se ubica en la Plaza del Pilar, de Zaragoza, cercano a la Catedral del Salvador y a la Lonja, rinde homenaje al máximo pintor nacido en tierras aragonesas.

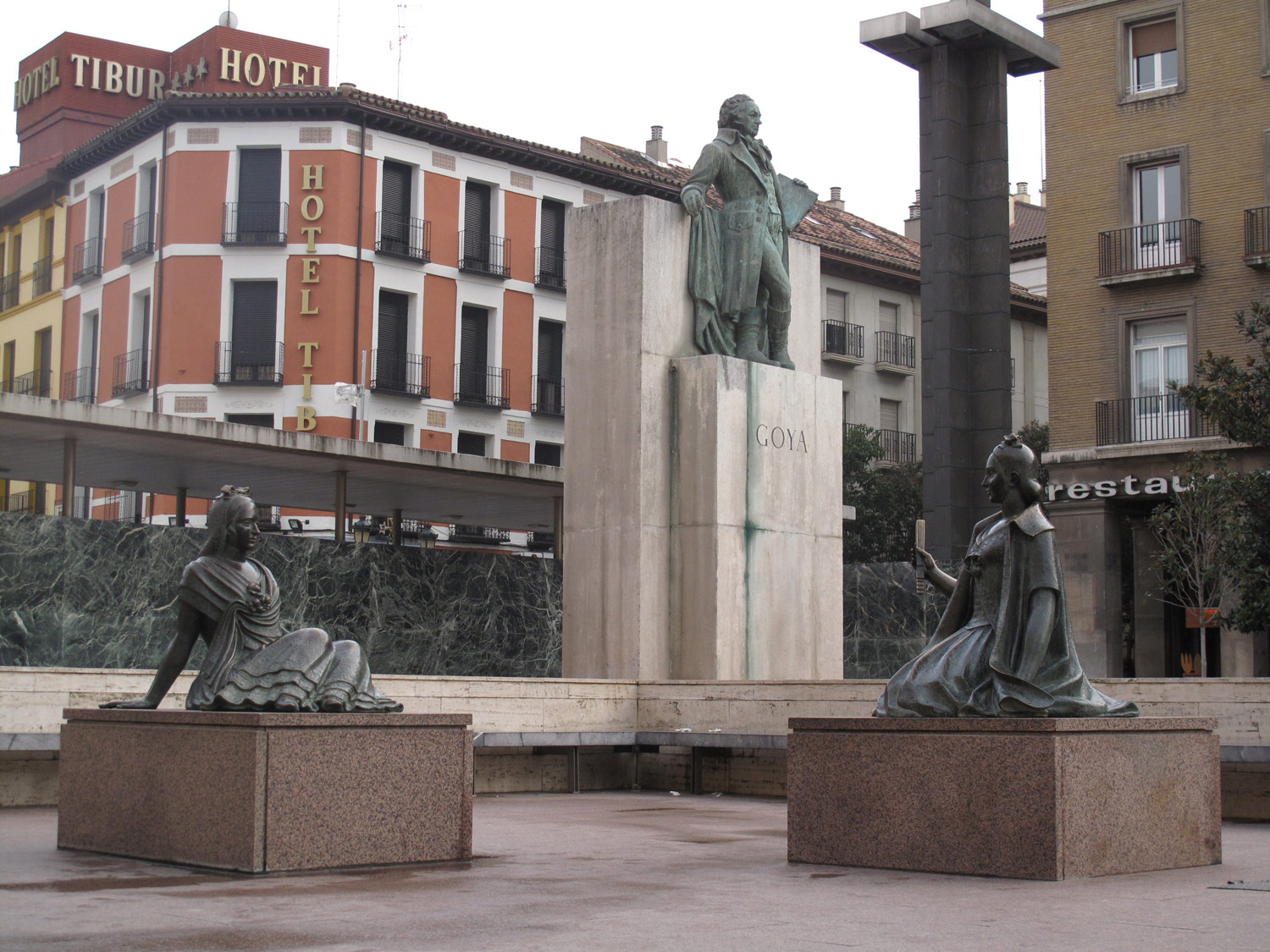
Conjunto escultórico con las majas en primer término.

Fue concebido por el arquitecto José Beltrán Navarro y el escultor Federico Marés, quien dirigió las obras del monumento, originalmente como estatua pintoresca con dos hombres y dos mujeres ataviados como majos y majas del siglo XVIII, que inmortalizara Goya en los cartones para tapices. Fue inaugurado el  8 de octubre de 1960.
La figura del pintor, sita en un alto y escalonado pedestal, preside el conjunto. Su egregia estatua tiene las piernas dobladas y sostiene un pincel entre las manos. En una de las paredes del monumento aparece la frase de Goya: «La fantasía abandonada de la razón produce monstruos, pero unida a ella es la madre de las artes».
Tiempo después se remodeló la plaza del Pilar, integrando el conjunto escultórico de Goya en una fuente de amplia superficie donde el agua se desplaza sobre placas blancas de gran tamaño y poca altura, según proyecto del arquitecto Ricardo Usón. Solo la estatua de Goya destaca por su elevación.